# Saint-Martin-du-Puy, Nièvre
Saint-Martin-du-Puy är en kommun i departementet Nièvre i regionen Bourgogne-Franche-Comté i de centrala delarna av Frankrike. Kommunen ligger i kantonen Lormes som tillhör arrondissementet Clamecy. År 2022 hade Saint-Martin-du-Puy 288 invånare.

## Befolkningsutveckling
Antalet invånare i kommunen Saint-Martin-du-Puy
| Referens: INSEE |